# Marshall McLuhan
Herbert Marshall McLuhan (født 21. juli 1911, død 31. december 1980) var en canadisk underviser, filosof og forelæser. Han var professor i engelsk litteratur, litterær kritiker og kommunikationsteoretiker. McLuhans arbejde er anset som et af hjørnestenene i studiet af medieøkologi.
Som måske en af de mest hyldede engelsklærere i det tyvende århundrede var McLuhan tilstedeværende i diskursen om medier fra sent i 1960'erne og til sin død, og han nyder fortsat stor indflydelse. McLuhan er blandt studerende af kommunikation mest kendt for udtrykkene; "Mediet er budskabet" (the medium is the message) og "global landsby" (global village).

## Citater
"Der findes ingen fjerntliggende steder. Med øjeblikkelige forbindelser er intet fjernt i tid eller rum. Det er nu." (1965) (There are no remote places. Under instant circuitry, nothing is remote in time or in space. It's now.)
"The perfection of the means of communication has given [the] average power complex of the human being an enormous extension of expression." (1953)